# Uta Diezel
Uta Diezel (* 21. Juni 1964 als Uta Möckel) ist eine deutsche Leichtathletin und ehemalige DDR-Meisterin im Marathonlauf der Frauen.

## Karriere
Ihren ersten größeren Erfolg feierte Diezel bei den Junioreneuropameisterschaften 1981 im niederländischen Utrecht über 3000 Meter. 1982 wurde sie bei den Hallenmeisterschaften der DDR in Senftenberg Dritte über 3000 Meter. 1984 holte sie in Weißwasser den Titel im Marathonlauf und gewann in Weimar den 4. Buchenwald-Gedenklauf über 25.000 Meter.
1985 wurde sie bei den im Rahmen des Leipzig-Marathons ausgetragenen DDR-Meisterschaften Fünfte, 1987 erreichte sie als Gesamtsechste beim Leipzig-Marathon erneut den fünften Platz der DDR-Meisterschaften.
Uta Möckel startete damals für den SC Motor Jena und läuft heute für fit&run Weimar 10-Kilometer-Marathonläufe.

## Persönliche Bestzeiten
- 1500 m: 4:19,79 min, 14. August 1981, Berlin
- 3000 m: 9:22,00 min, 23. August 1981, Utrecht
- 10.000 m: 35:22,15 min, 29. Mai 1985, Dresden
- Marathon: 2:39:47 h, 22. Juni 1985, Leipzig